# 스테판 제롬스키

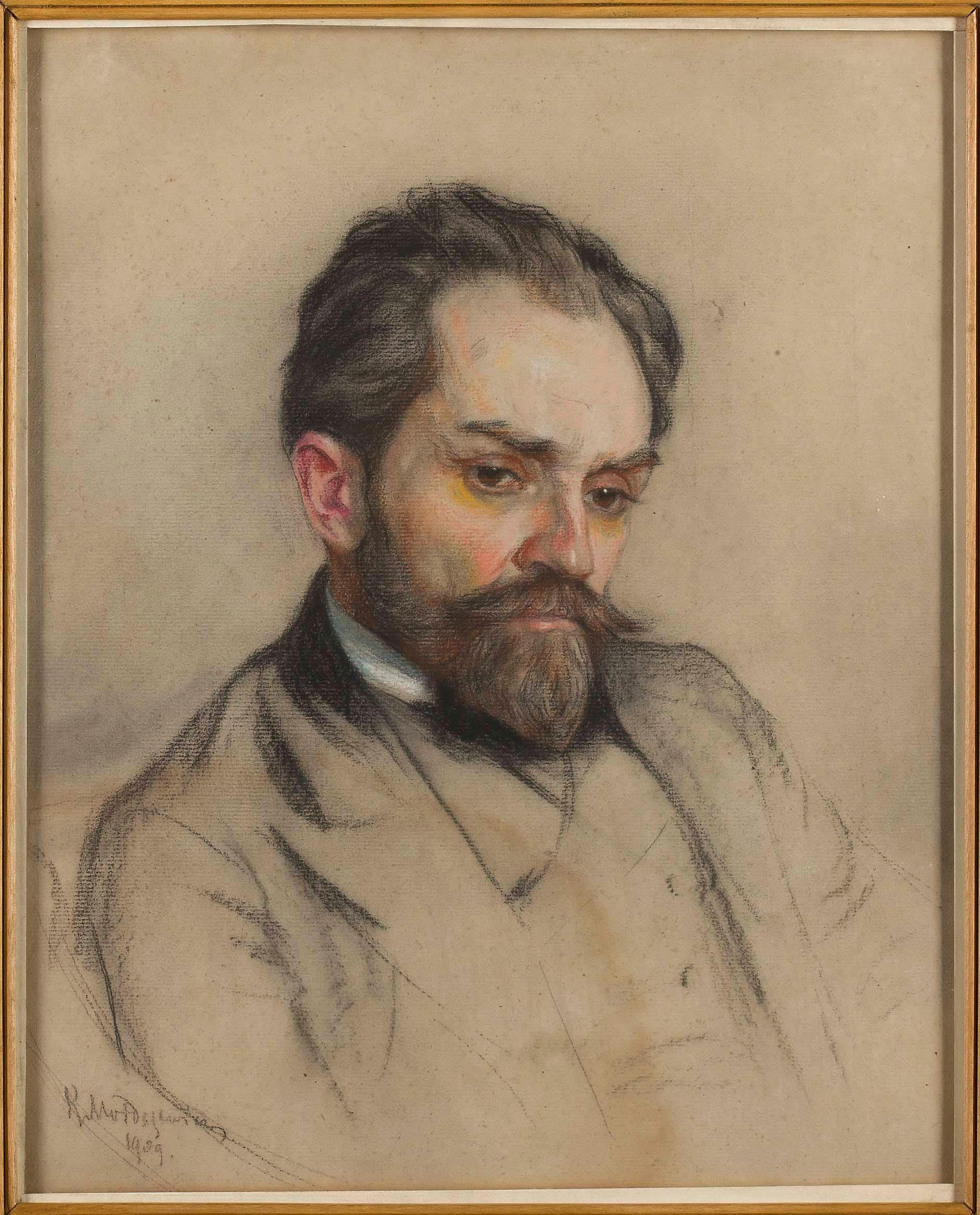
카지미에시 모르다세비치가 그린 제롬스키의 초상화

스테판 제롬스키(폴란드어: Stefan Żeromski, 폴란드어 발음: [ˈstɛfan ʐɛˈrɔmski] ( 듣기), 1864년 11월 1일~1925년 11월 20일)는 폴란드의 소설가이다. 마우리치 지흐(폴란드어: Maurycy Zych), 유제프 카테를라(폴란드어: Józef Katerla), 스테판 익스모레시(폴란드어: Stefan Iksmoreż)라는 필명을 사용했다.
20세기 초 청년 폴란드 운동의 참여자 중 한 명으로 노벨 문학상에 4회 후보로 올랐다.

## 작품
- 〈시시포스의 노동〉(Syzyfowe Prace, 1889)
- 〈재〉(Popioly, 1904)
- 〈봄날〉(Przedwiośnie, 1925)

## 수훈
- 백수리 훈장(2018년 11월 6일)
- 대십자 폴란드 재건국 훈장(1925년 4월 30일)
- 사령관십자 폴란드 재건국 훈장(1921년 12월 29일)